# Bahnhof JR Namba

Der Bahnhof JR Namba (japanisch JR難波駅 JR Nanba-eki) ist ein unterirdischer Kopfbahnhof in der japanischen Metropole Osaka. Bis 1994 trug er den Namen Minatomachi. Er wird von der West Japan Railway Company (JR West) betrieben und ist Endpunkt der Kansai-Hauptlinie aus Nagoya, die im Ballungsraum Osaka als Yamatoji-Linie bezeichnet wird.

## Geschichte
Der Bahnhof wurde 1889 von der privaten Ōsaka Tetsudō (大阪鉄道) als Endpunkt der Bahnstrecke aus Nara eröffnet. Anfang der 1900er-Jahre schlossen sich die am Bau beteiligten Bahngesellschaften zur Kansai Tetsudō (関西鉄道) zusammen, welche mit der nun vollendeten Verbindung in Konkurrenz zur staatlich betriebenen Tōkaidō-Hauptlinie zwischen Osaka und Nagoya trat, zumal die Reisezeiten bis zu 20 Minuten kürzer waren. 1907 wurden alle im überregionalen Verkehr tätigen Bahngesellschaften Japans verstaatlicht und die Tokaido-Hauptlinie wurde gegenüber der Kansai-Hauptlinie bevorzugt.
In direkter Nachbarschaft eröffnete die damals größte private japanische Eisenbahngesellschaft Kintetsu in direkter Nachbarschaft zum JR-Bahnhof den damaligen Kintetsu Namba-Bahnhof, den heutigen Bahnhof Osaka Namba. Auch von diesem Bahnhof verkehren Personenzüge nach Nara oder nach Nagoya. Diese Konkurrenz und der stark ansteigende Vorortverkehr veranlassten die JR, 1973 den Abschnitt Minatomachi–Nara zu elektrifizieren.
Nach dem Rückzug des japanischen Staates aus dem Eisenbahnwesen und der damit verbundenen kompletten Privatisierung des Schienenverkehrs gelangte der Bahnhof Minatomachi 1987 in Besitz der JR West.
Im Zuge der Inbetriebnahme des Flughafens Kansai, dessen Schienenanbindung in Osaka über die Kansai-Hauptlinie geführt wurde, erhielt der Bahnhof seinen heutigen Namen. Aufgrund der zahlreichen niveaufreien Bahnübergänge im Stadtraum Osakas wurden der Bahnhof JR Namba und die Zulaufstrecke bis 1996 unter die Erde verlegt.

## Verkehr
Auf den vier Gleisen verkehren ausschließlich Züge der Yamatoji-Linie von JR West nach Tennōji, Takaida, Nara und Kamo.

## Zukunft
Aufgrund der solitären Lage des JR Namba-Bahnhofs ohne durchgehende Eisenbahnanbindung zu den Bahnhöfen Osaka und Shin-Osaka existieren bereits seit 1982 in diversen Varianten Pläne einer Verbindung der drei Bahnhöfe. Unter dem Namen Naniwasuji-Linie soll als Gemeinschaftsprojekt von JR West und der Nankai Electric Railway eine unterirdische Bahnverbindung die Namba-Bahnhöfe der beiden Gesellschaften mit den 2023 eröffneten unterirdischen Bahnsteigen des Bahnhofs Osaka verbinden. Somit würden neue Verbindungen zwischen dem Stadtzentrum Osakas und dem Kansai-Flughafen geschaffen. Namensgebend ist die gleichnamige Nord-Süd-Straßenverbindung, unter dieser der Tunnel mit zwei Zwischenstationen gebaut wird. Baubeginn war im Oktober 2021, geplante Inbetriebnahme ist 2031.